# Peristylus
Peristylus é um género botânico pertencente à família das orquídeas (Orchidaceae).

## Espécies
1. Peristylus affinis (D.Don) Seidenf., Dansk Bot. Ark. 31: 48 (1977).
2. Peristylus alaschanicus (Maxim.) N.Pearce & P.J.Cribb, Edinburgh J. Bot. 58: 117 (2001).
3. Peristylus aliformis (C.Schweinf.) Renz & Vodonaivalu, Blumea 34: 88 (1989).
4. Peristylus aristatus Lindl., Gen. Sp. Orchid. Pl.: 300 (1835).
5. Peristylus australis (Gagnep.) Tang & F.T.Wang, Acta Phytotax. Sin. 1: 63 (1951).
6. Peristylus banfieldii (F.M.Bailey) Lavarack, Austrobaileya 1: 380 (1981).
7. Peristylus bismarckiensis (Schltr.) P.F.Hunt, Kew Bull. 26: 177 (1971).
8. Peristylus brachypyhllus A.Rich., Ann. Sci. Nat., Bot., II, 15: 70 (1841).
9. Peristylus brevicalcar Carr, Gard. Bull. Straits Settlem. 8: 167 (1935).
10. Peristylus brevilobus Thwaites, Enum. Pl. Zeyl.: 311 (1861).
11. Peristylus bulleyi (Rolfe) K.Y.Lang, Acta Phytotax. Sin. 25: 448 (1987).
12. Peristylus calcaratus (Rolfe) S.Y.Hu, Quart. J. Taiwan Mus. 26: 398 (1973).
13. Peristylus carolinensis (Schltr.) Tuyama, Bot. Mag. (Tokyo) 54: 276 (1940).
14. Peristylus chapaensis (Gagnep.) Seidenf., Dansk Bot. Ark. 31: 63 (1977).
15. Peristylus chlorandrellus D.L.Jones & M.A.Clem., Orchadian 14(8: Sci. Suppl.): x (2004).
16. Peristylus ciliatus Carr, Gard. Bull. Straits Settlem. 8: 169 (1935).
17. Peristylus ciliolatus J.J.Sm., Bull. Jard. Bot. Buitenzorg, II, 13: 53 (1914).
18. Peristylus citrinus (Thouars) Lindl., Gen. Sp. Orchid. Pl.: 298 (1835).
19. Peristylus coeloceras Finet, Rev. Gén. Bot. 13: 519 (1902).
20. Peristylus commersonianus Lindl., Gen. Sp. Orchid. Pl.: 297 (1835).
21. Peristylus constrictus (Lindl.) Lindl., Gen. Sp. Orchid. Pl.: 300 (1835).
22. Peristylus copelandii (Ames) Carr, Gard. Bull. Straits Settlem. 8: 168 (1935).
23. Peristylus cryptostylus (Rchb.f.) Ormerod, Oasis 2(1): 6 (2001).
24. Peristylus cubitalis (L.) Kraenzl., Orchid. Gen. Sp. 1: 502 (1898).
25. Peristylus cymbochilus Renz in Kit Tan (ed.), Davis & Hedge Festschrift: 185 (1989).
26. Peristylus densus (Lindl.) Santapau & Kapadia, J. Bombay Nat. Hist. Soc. 57: 128 (1960).
27. Peristylus djampangensis J.J.Sm., Bull. Jard. Bot. Buitenzorg, II, 9: 1 (1913).
28. Peristylus dolichocaulon (Schltr.) P.F.Hunt, Kew Bull. 26: 177 (1971).
29. Peristylus duthiei (Hook.f.) Deva & H.B.Naithani, Orchid Fl. N.W. Himalaya: 181 (1986).
30. Peristylus elbertii J.J.Sm., Meded. Rijks-Herb. 53: 2 (1925).
31. Peristylus elisabethae (Duthie) R.K.Gupta, Fl. Nainital.: 351 (1968).
32. Peristylus fallax Lindl., Gen. Sp. Orchid. Pl.: 298 (1835).
33. Peristylus flexuosus (Thouars) S.Moore in J.G.Baker, Fl. Mauritius: 336 (1877).
34. Peristylus forceps Finet, Rev. Gén. Bot. 13: 521 (1902).
35. Peristylus formosanus (Schltr.) T.P.Lin, Native Orchids Taiwan 2: 274 (1977).
36. Peristylus forrestii (Schltr.) K.Y.Lang, Acta Phytotax. Sin. 25: 454 (1987).
37. Peristylus gardneri (Hook.f.) Kraenzl., Orchid. Gen. Sp. 1: 506 (1898).
38. Peristylus garrettii (Rolfe ex Downie) J.J.Wood & Ormerod, Taiwania 48: 141 (2003).
39. Peristylus goodyeroides (D.Don) Lindl., Gen. Sp. Orchid. Pl.: 299 (1835).
40. Peristylus gracilis Blume, Bijdr.: 404 (1825).
41. Peristylus grandis Blume, Bijdr.: 405 (1825).
42. Peristylus hallieri J.J.Sm., Bull. Dép. Agric. Indes Néerl. 22: 1 (1909).
43. Peristylus hamiltonianus (Lindl.) Lindl., Gen. Sp. Orchid. Pl.: 299 (1835).
44. Peristylus hatusimanus T.Hashim., Ann. Tsukuba Bot. Gard. 7: 161 (1988).
45. Peristylus holochila (Hillebr.) N.Hallé, Orchidophile (Asnières) 40: 1481 (1980).
46. Peristylus holttumianus Seidenf. ex Aver., Bot. Zhurn. (Moscow & Leningrad) 73: 1025 (1988).
47. Peristylus holttumii Seidenf., Dansk Bot. Ark. 31: 56 (1977).
48. Peristylus jinchuanicus K.Y.Lang, Acta Phytotax. Sin. 25: 447 (1987).
49. Peristylus kerrii Seidenf., Dansk Bot. Ark. 31: 62 (1977).
50. Peristylus kinabaluensis Carr, Gard. Bull. Straits Settlem. 8: 170 (1935).
51. Peristylus korinchensis Ridl., J. Fed. Malay States Mus. 8(4): 114 (1917).
52. Peristylus kumaonensis Renz, J. Orchid Soc. India 1: 23 (1987).
53. Peristylus lacertifer (Lindl.) J.J.Sm., Bull. Jard. Bot. Buitenzorg, III, 9: 23 (1927).
54. Peristylus lancifolius A.Rich., Ann. Sci. Nat., Bot., II, 15: 69 (1841).
55. Peristylus latilobus J.J.Sm., Bull. Jard. Bot. Buitenzorg, III, 9: 23 (1927).
56. Peristylus lawii Wight, Icon. Pl. Ind. Orient. 5: t. 1695 (1851).
57. Peristylus listeroides (Schltr.) P.F.Hunt, Kew Bull. 26: 177 (1971).
58. Peristylus lombokensis J.J.Sm., Bull. Dép. Agric. Indes Néerl. 22: 2 (1909).
59. Peristylus longiracema (Fukuy.) K.Y.Lang, Acta Phytotax. Sin. 25: 448 (1987).
60. Peristylus macer (Schltr.) P.F.Hunt, Kew Bull. 26: 177 (1971).
61. Peristylus maculifer (C.Schweinf.) Renz & Vodonaivalu, Blumea 34: 89 (1989).
62. Peristylus maingayi (King & Pantl.) J.J.Wood & Ormerod, Orchids Sarawak: 368 (2001).
63. Peristylus mannii (Rchb.f.) Mukerjee, Notes Roy. Bot. Gard. Edinburgh 21: 153 (1953).
64. Peristylus minimiflorus (Kraenzl.) N.Hallé, in Fl. Nouv.-Caléd. 8: 552 (1977).
65. Peristylus monticola (Ridl.) Seidenf., Dansk Bot. Ark. 31: 35 (1977).
66. Peristylus mucronatus J.J.Sm., Bull. Jard. Bot. Buitenzorg, III, 10: 89 (1928).
67. Peristylus nanus (Schltr.) P.F.Hunt, Kew Bull. 26: 177 (1971).
68. Peristylus nematocaulon (Hook.f.) Banerji & P.Pradhan, Orchids Nepal Himalaya: 106 (1984).
69. Peristylus neotineoides (Ames & Schltr.) K.Y.Lang, Acta Phytotax. Sin. 25: 453 (1987).
70. Peristylus novoebudarum F.Muell., Contr. Phytogr. New Hebrides: 22 (1873).
71. Peristylus nymanianus Kraenzl. in K.M.Schumann & C.A.G.Lauterbach, Fl. Schutzgeb. Südsee, Nachtr.: 76 (1905).
72. Peristylus ovariophorus (Schltr.) Carr, Gard. Bull. Straits Settlem. 8: 168 (1935).
73. Peristylus pachyneuroides Renz in Kit Tan (ed.), Davis & Hedge Festschrift: 187 (1989).
74. Peristylus pachyneurus (Schltr.) P.F.Hunt, Kew Bull. 26: 177 (1971).
75. Peristylus palawensis (Tuyama) Tuyama, Bot. Mag. (Tokyo) 54: 276 (1940).
76. Peristylus parishii Rchb.f., Trans. Linn. Soc. London 30: 139 (1874).
77. Peristylus plantagineus (Lindl.) Lindl., Gen. Sp. Orchid. Pl.: 300 (1835).
78. Peristylus prainii (Hook.f.) Kraenzl., Orchid. Gen. Sp. 1: 514 (1898).
79. Peristylus pseudophrys (King & Pantl.) Kraenzl., Orchid. Gen. Sp. 1: 925 (1901).
80. Peristylus richardianus Wight, Icon. Pl. Ind. Orient. 5: t. 1697 (1851).
81. Peristylus rindjaniensis J.J.Sm., Meded. Rijks-Herb. 53: 1 (1925).
82. Peristylus saprophyticus (Rolfe ex Downie) Ormerod, Taiwania 48: 141 (2003).
83. Peristylus secundus (Lindl.) Rathakr., Indian Forester 98: 31 (1972).
84. Peristylus setifer Tuyama, Bot. Mag. (Tokyo) 54: 276 (1940).
85. Peristylus silvicola (Schltr.) P.F.Hunt, Kew Bull. 26: 177 (1971).
86. Peristylus societatis (Drake) N.Hallé, Orchidophile (Asnières) 40: 1481 (1980).
87. Peristylus spathulatus J.J.Sm., Bull. Dép. Agric. Indes Néerl. 22: 5 (1909).
88. Peristylus spiralis A.Rich., Ann. Sci. Nat., Bot., II, 15: 69 (1841).
89. Peristylus staminodiiferus (Mansf.) ined..
90. Peristylus stenodon (Rchb.f.) Kores, Allertonia 5: 13 (1989).
91. Peristylus subaphyllus (Gagnep.) Seidenf., Opera Bot. 114: 49 (1992).
92. Peristylus superanthus J.J.Wood, Kew Bull. 41: 811 (1986).
93. Peristylus tangianus S.Y.Hu, Quart. J. Taiwan Mus. 27: 461 (1974).
94. Peristylus tentaculatus (Lindl.) J.J.Sm., Orch. Java: 35 (1905).
95. Peristylus timorensis (Ridl.) J.J.Wood & Ormerod, Orchid Rev. 106: 239 (1998).
96. Peristylus tipuliferus (C.S.P.Parish & Rchb.f.) Mukerjee, Notes Roy. Bot. Gard. Edinburgh 21: 153 (1953).
97. Peristylus tobensis J.J.Sm., Bull. Jard. Bot. Buitenzorg, III, 5: 12 (1922).
98. Peristylus tradescantifolius (Rchb.f.) Kores, Allertonia 5: 12 (1989).
99. Peristylus triaena (Schltr.) P.F.Hunt, Kew Bull. 26: 177 (1971).
100. Peristylus tricallosus J.J.Sm., Bot. Jahrb. Syst. 65: 451 (1933).
101. Peristylus trimenii (Hook.f.) Abeyw., Ceylon J. Sci., Biol. Sci. 2: 151 (1959).
102. Peristylus umbonatus (Schltr.) P.F.Hunt, Kew Bull. 26: 178 (1971).
103. Peristylus unguiculatus J.J.Sm., Bull. Dép. Agric. Indes Néerl. 22: 4 (1909).
104. Peristylus wheatleyi P.J.Cribb & B.A.Lewis, Orchid Rev. 97: 251 (1989).
105. Peristylus whistleri P.J.Cribb in P.J.Cribb & W.A.Whistler, Orchids Samoa: 42 (1996).